# El viaje hacia el mar
El viaje hacia el mar  es una película uruguaya de 2003 basada en el cuento homónimo de Juan José Morosoli, dirigida por Guillermo Casanova y protagonizada por Hugo Arana, Diego Delgrossi, Julio César Castro, Julio Calcagno, Héctor Guido y César Troncoso. Fue nominada en los Premios Ariel y los Premios Goya  a mejor film extranjero de habla hispana y ganadora del Colón de Oro del 29.º Festival de Cine Iberoamericano de Huelva.

## Sinopsis
En el verano de 1963, en un bar de la ciudad de Minas, el sepulturero Quintana (Julio Calcagno), Rataplán (Diego Delgrossi), barrendero y Siete y Tres Diez (Julio César Castro), vendedor de loterías, esperan a Rodríguez (Hugo Arana) que los va a llevar en su camión a ver el mar por primera vez. Los acompañan El Vasco (Héctor Guido) y un Desconocido (César Troncoso) que se une a último momento. A lo largo del viaje los personajes irán revelando su forma de ver el mundo y vivir la vida.

Rodríguez sentía pasión por el mar. Cualquier pretexto le venía bien para llegar a él. No era pescador ni le atraía el baño en las playas. Le gustaba el mar para verlo y sentarse a sus orillas fumando en silencio, viendo nacer y morir las olas en un callado gozo.
Juan José Morosoli, El viaje hacia el mar 

## Reparto
- Hugo Arana como Rodríguez.
- Julio César Castro como Siete y Tres.
- Julio Calcagno como Quintana.
- Diego Delgrossi como Rataplán.
- Héctor Guido como El Vasco.
- César Troncoso como El Desconocido.
- Aquino como Aquino (perro).